# 岡山神社 (臺灣)
岡山神社是臺灣日治時期位在高雄州岡山郡（今高雄市岡山區）的神社。

## 歷史
岡山神社於昭和8年（1933年）因紀念《國民精神作興詔書》頒布十週年而籌建，選址於高雄州岡山郡岡山街前峯（今高雄市岡山區岡山公園、岡山壽天宮）。昭和9年（1934年）6月16日申請建立許可，昭和10年（1935年）3月7日獲准，3月14日地鎮（4月動土興建），9月17日上棟，12月9日鎮座（也記載了於9月17日上棟，12月9日落成的訊息）。而當時為了慶祝神社落成，岡山郡役所要求底下7個街庄表演節目並予以評比，獲得第1名的是配合郡役所要求表演「打倒迷信」的湖內庄，而第2名是表演「田寮之歌」的田寮庄。
又神社社格為鄉社（昭和17年（1942年）1月24日列格），並為高雄州四個鄉社（指岡山、鳳山、東港、潮州）之一。祭祀北白川宮能久親王、開拓三神（大國魂命、大己貴命、少彥名命）、天照大神與明治天皇。例祭日11月15日。又於昭和13年（1938年）11月時岡山郡獸肉組合與岡山楠梓專賣品關係業者曾獻納了一對銅馬。
戰後神社廢止，日治時期被拆除的岡山壽天宮於民國38年（1949年）重建於神社原址上（今壽天里公園路40號），原神社狛犬則充做廟前石獅。

## 神社建築
岡山神社原配置有碎石參道、應有但位置樣貌不明之社號標、外包銅皮的混凝土造靖國鳥居3基、燈籠（大石燈籠、石燈籠、燈籠（特殊型）、木造吊燈籠、混凝土半木造春日燈籠）數對、神明造手水舍、具入母屋破風入口的社務所、祭器庫（戰後其一部分仍作民房使用，至公園整建時消失）、銅製神馬1對（昭和13年（1938年）11月時岡山郡獸肉組合與岡山楠梓專賣品關係業者所獻納，但原安置地點不明）、狛犬1對、神明造拜殿、神明造中門、玉垣與駁坎、神明造本殿。

## 現況
岡山神社原址現為岡山公園與岡山壽天宮。（石造）狛犬1對充做（壽天宮）廟前石獅，而在公園內也保留了改為牌樓的鳥居。其中鳥居指原岡山神社一之鳥居，戰後曾去除原鳥居的混凝土製"笠木"（上樑）並予以加工作為公園入口牌樓，現已修復完成並漆成紅色。

此外在岡山壽天宮的玉皇殿1樓內仍保留了原神社的2台神輿，而在金爐旁也堆置了原神社的手水缽和石燈籠構件數枚（包含石燈籠構件"中台"、"火袋"、"擬寶珠"各1枚以及昭和12年（1937年）由岡山郡守飯島稔奉獻的大石燈籠（同款現存於高雄神社與嘉義神社）構件"竿"2枚）。在國立岡山高級農工職業學校正門右側(校園內)走道兩旁也堆置有石燈籠構件"笠"（約11枚，倒置，部分置於花盆下）。而2012年時岡山公園內的中國城茶館前仍堆置有石燈籠構件"擬寶珠"數枚，但隨公園整建房屋拆除現已不知去向。

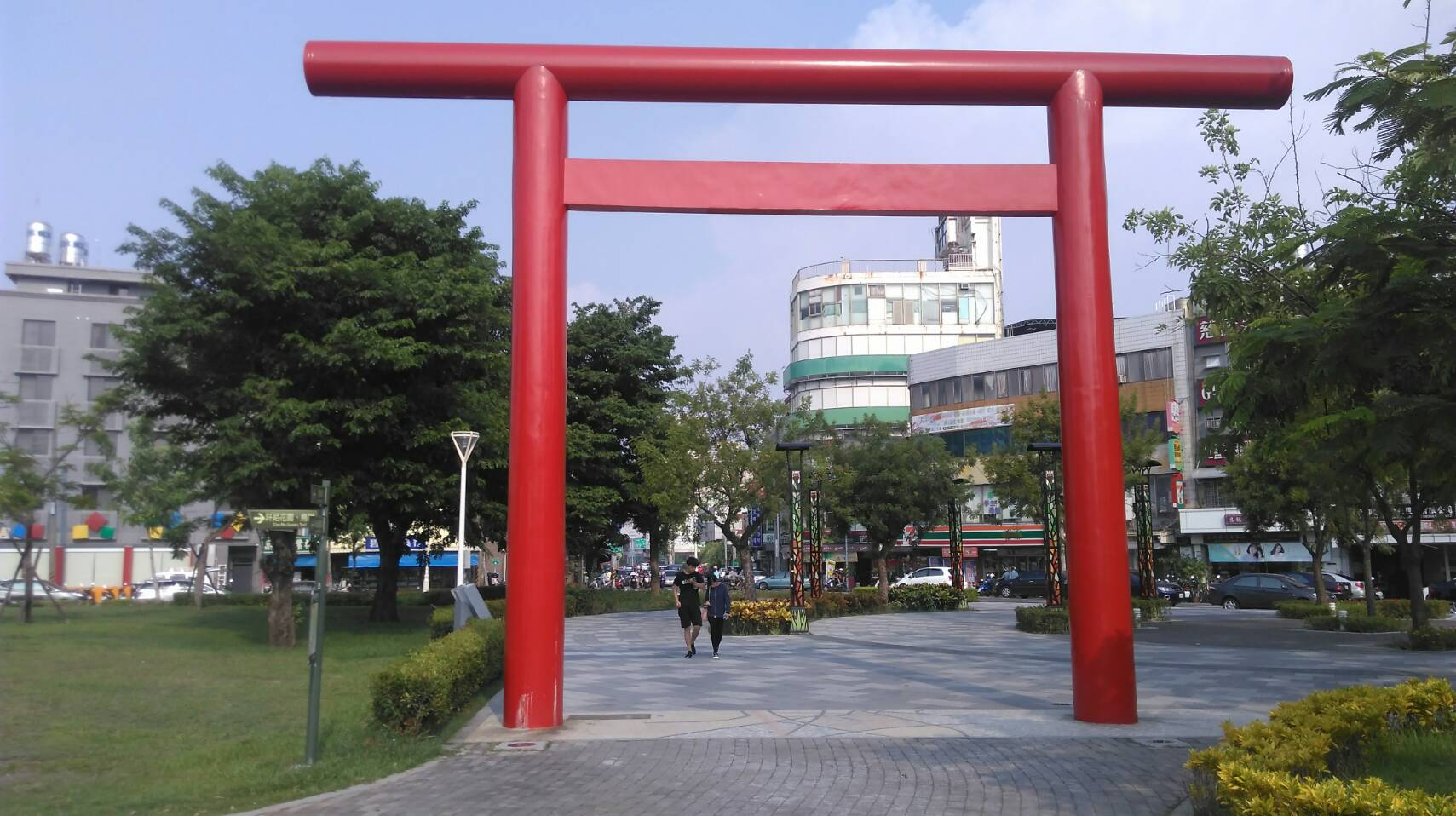
岡山神社鳥居，現為岡山公園牌坊
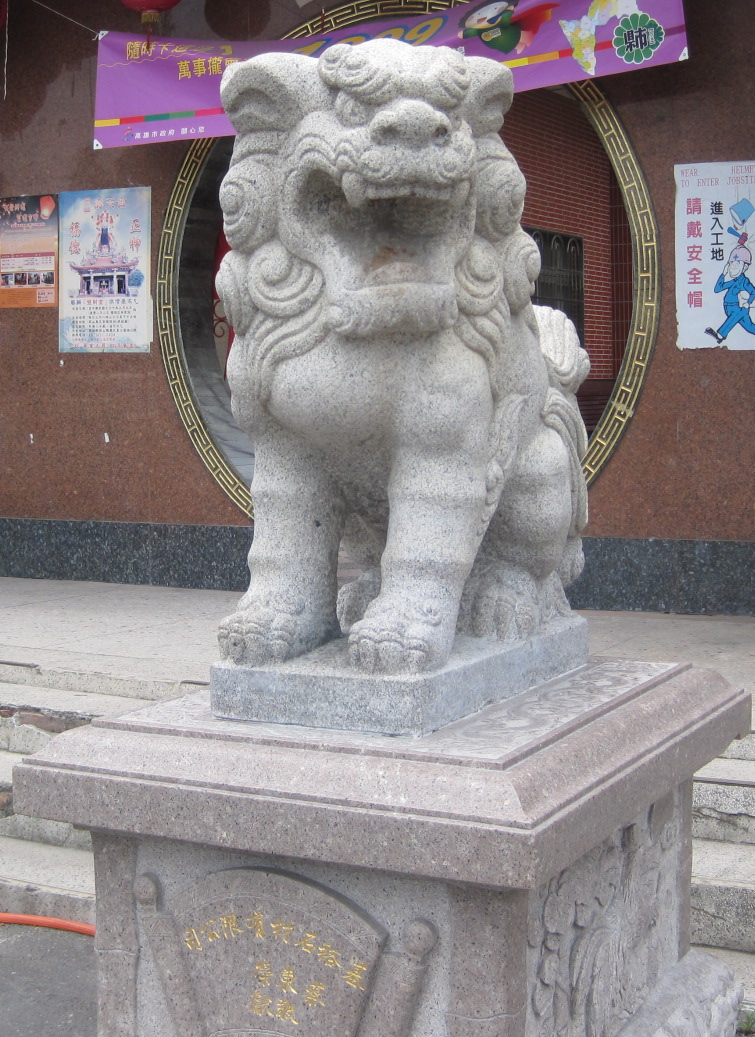
高雄岡山神社阿形狛犬
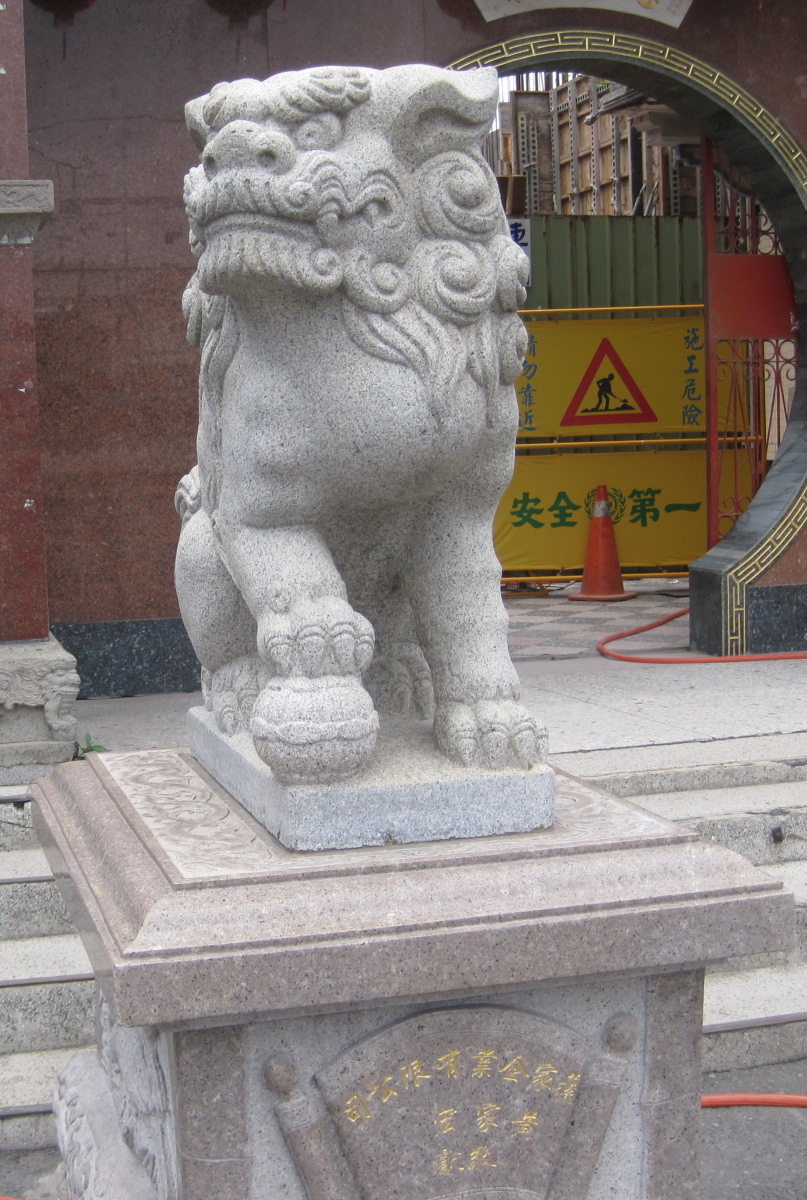
高雄岡山神社吽形狛犬
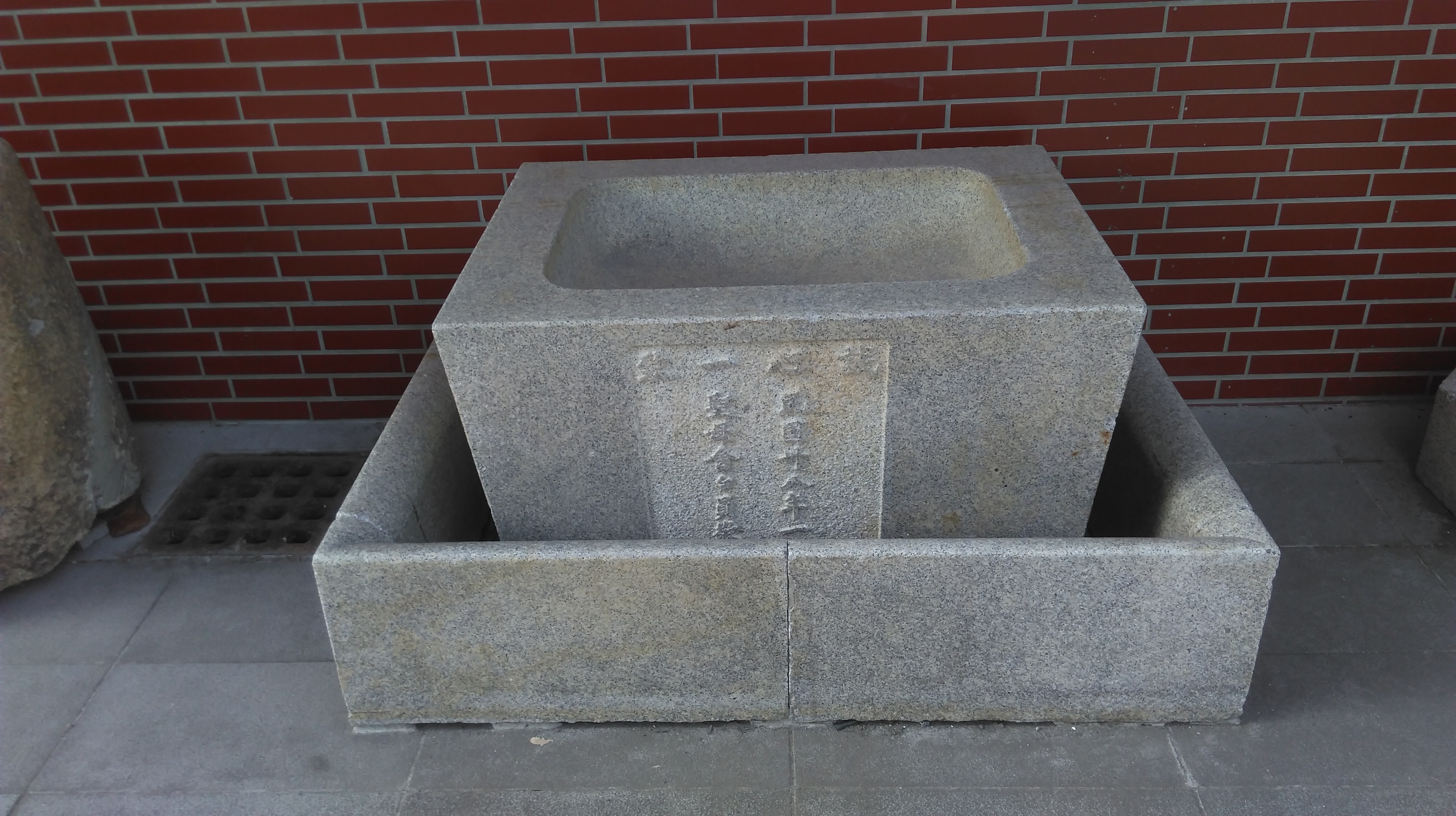
岡山神社水手缽
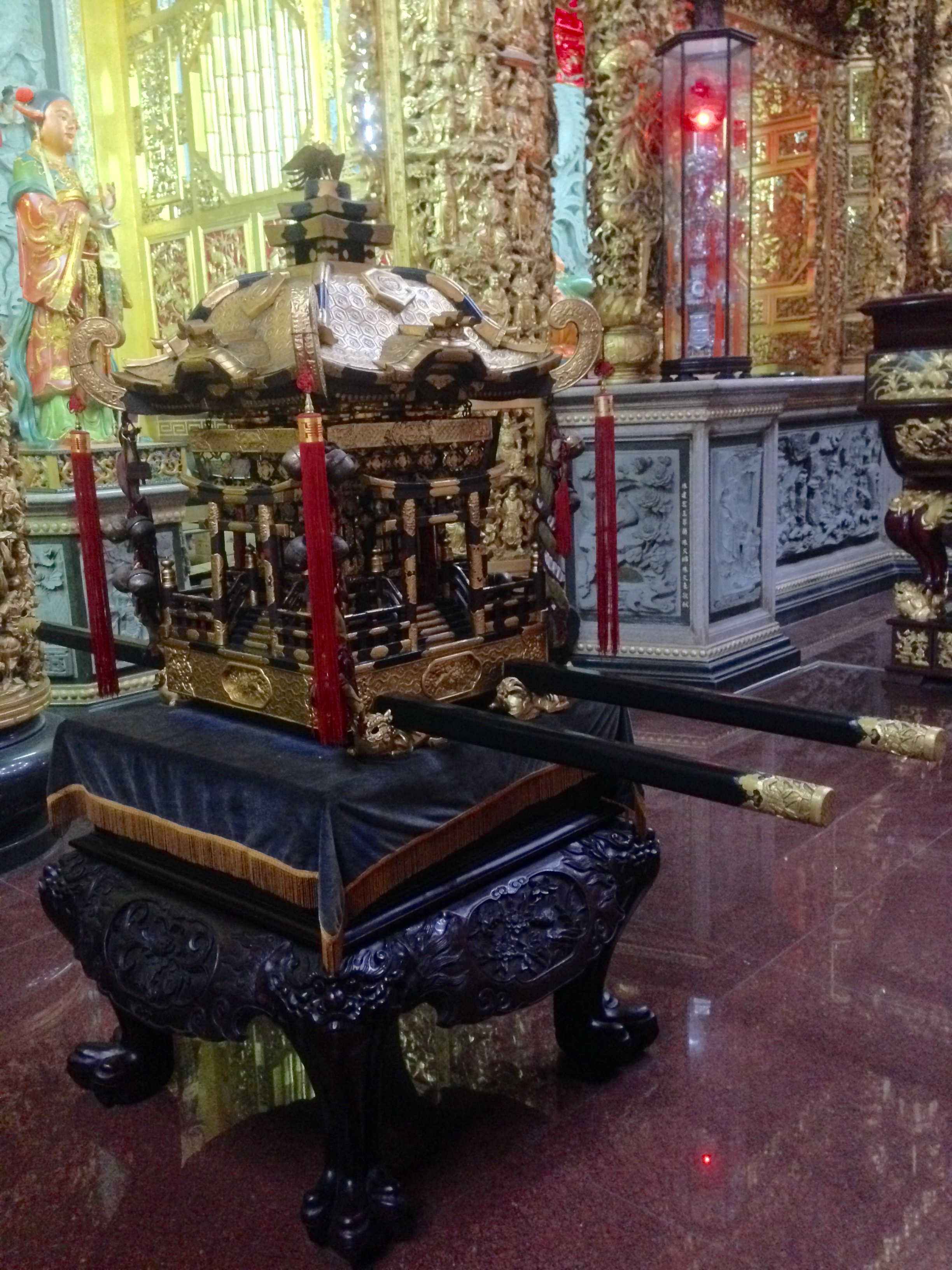
神社大神轎收藏於壽天宮中

## 外部連結
- [永久]
- 岡山神社造營寫真帖(神社初建時照片) （页面存档备份，存于）
- 岡山壽天宮全球資訊網 （页面存档备份，存于）